# Krzysztof Czyżewski
Krzysztof Czyżewski (Varsovia, 6 de julio de 1958) es un poeta, ensayista y escritor polaco y uno de los impulsores de la Fundación Borderland en Sejny, Polonia.

## Biografía
Licenciado en Literatura polaca en la Universidad Adam Mickiewicz de Poznań, participó en la creación del Teatro Gardzienice, donde trabajó de 1977 a 1983. Durante la ley marcial en Polonia en 1983, fundó junto con Rafal Grupinshi el periódico Czas Kultury (Tiempo de Cultura), legalizado en 1989 y que es en la actualidad (2017) una de las más importantes publicaciones culturales de su país.
A mediados de los años 1980, fundó el teatro Arka e inició el proyecto «Ciudad de encuentros», en Czarna Dabrowka, en el que han participado creadores de teatro y cultura alternativos de Europa. Participó en la creación de la Fundación Borderland (1990), de la que es su presidente. En 1991 creó el Centro Internacional de Culturas, Artes y Pueblos Fronterizos, centro que dirige. Desde 1993 es director de la revista de literatura y arte Krasnogruda.
Ha sido profesor invitado y conferenciante en diversas universidades e instituciones nacionales e internacionales, como la Academia de Bellas Artes de Poznan, Universidad de Varsovia, New School University (Nueva York), Centro Transregional de Estudios Democráticos (Cracovia), etc. Asimismo, es coordinador de varios proyectos sobre regiones multiculturales del centro y este de Europa, y miembro de instituciones y fundaciones.
Colaborador habitual de la revista francesa Kultura, su último título publicado es The Path of the Borderland. Ha sido distinguido en diversas ocasiones por su obra literaria como por su labor divulgativa de la cultura, entre otras con la Medalla de San Jorge (Cracovia, 2000), la Orden de Gediminas (Lituania, 2001) y la Cruz de la Orden Polonia Restituta (2002).